# Russinho
Moacyr Siqueira de Queiroz (Rio de Janeiro, 1902. december 18. – 1992. augusztus 14.) brazil labdarúgó-középpályás.